# شقيق (ولاية البيض)
شقيق، مدينة و بلدية تابعة إقليميا إلى دائرة الرقاصة ولاية البيض الجزائرية.

## أصل التسمية
سميت بهذا الاسم لوجود منبع على شكل شق قربة البلدية وكان الناس في ذلك الوقت (قبل 1980) يسقون من هذا المنبع لهم ولمواشيهم. وفي التقسيم الأخير 1984 تم تسميتها بهذا الاسم .
منطقة شبه صحراوي

## الموقع الجغرافي
يحد شقيق كل من:
- شمالا: بلدية سيدي عبد الرحمان
- جنوبا:مدينة البيض
- شرقا:بلدية عين سيدي علي
- غربا:بلدية الرقاصة

## التاريخ
اسست في سنة 1984 التقسيم الاخير

## أحياء و قرى البلدية
- قرية بوغرارة
- منيجل
- رحاب

## النشاط الرياضي
فريق كرة القدم رجال التسمية النادي الرياضي لبلدية الشقيق

## الاقتصاد

### الفلاحة
منطقة رعوية

## وصلات أخرى

### وصلات داخلية
- دائرة الرقاصة
- ولاية البيض

### وصلات خارجية
- إذاعة البيض الجهوية نسخة محفوظة 27 ديسمبر 2012 على موقع واي باك مشين.: الموقع الرسمي.
- الموقع الرسمي لولاية البيض.